# Boda de Felipe de Bélgica y Matilde d'Udekem d'Acoz
La boda de Felipe de Bélgica, duque de Brabante, y Matilde d'Udekem d'Acoz tuvo lugar el 4 de diciembre de 1999 en el Ayuntamiento de Bruselas y en la Catedral de San Miguel y Santa Gúdula. 

## Antecedentes
Felipe era el hijo mayo del rey Alberto II de Bélgica y la reina Paola, y por lo tanto heredero al trono ostentando de esta manera el título de duque de Brabante. Matilde era hija del conde Patrick d'Udekem d'Acoz y la condesa Anna Maria Komorowska.
Felipe y Matilde se concieron en 1995 cuando ambos asistieron a una gala celebrada castillo de Beloeil y la hermana de Matilde, Alix d'Udekem d'Acoz, los presentó.
El 13 de septiembre de 1999 se anunció su compromiso.

## Boda

### Ceremonia civil

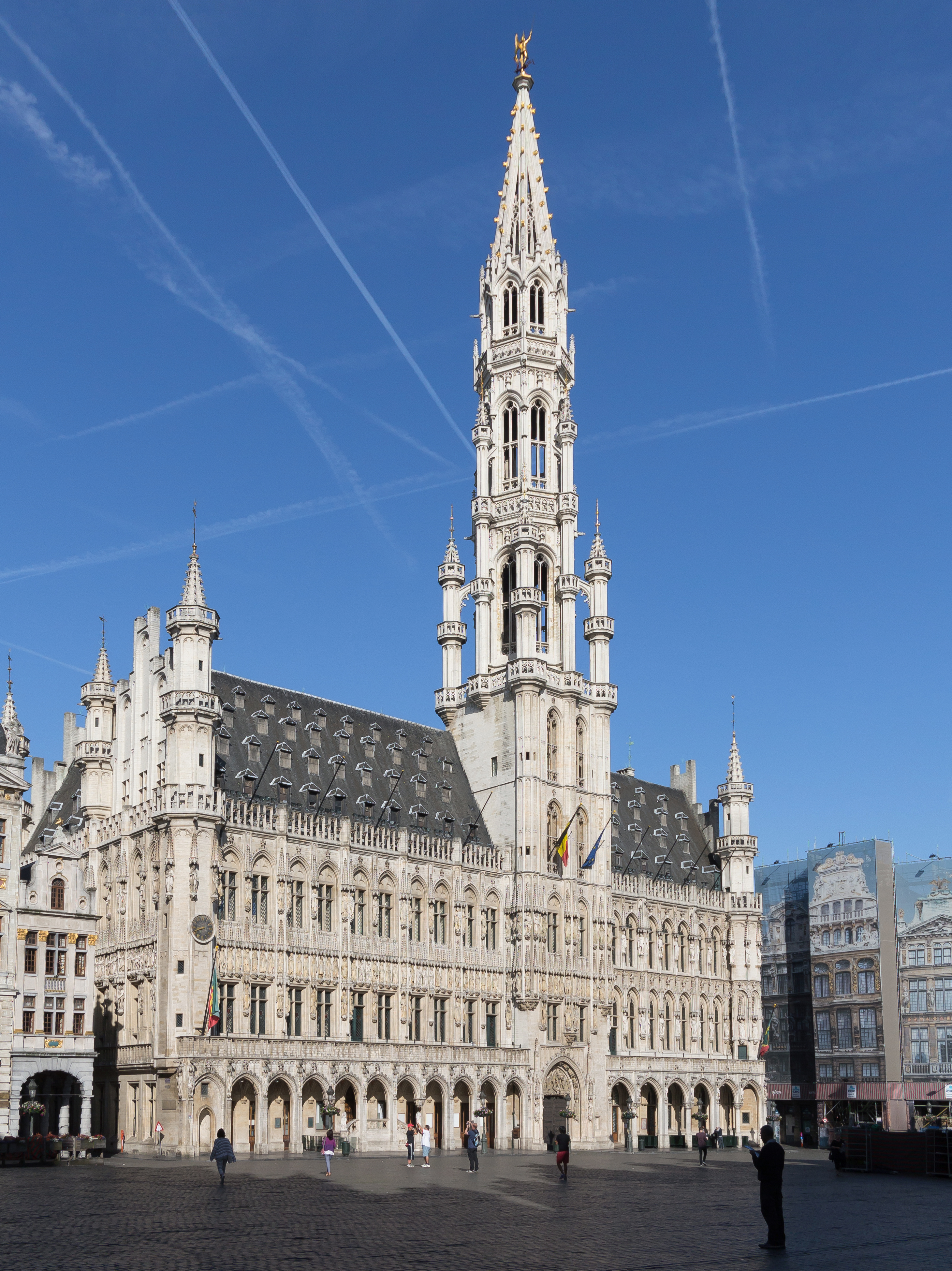
Ayuntamiento de Bruselas, donde se celebró la ceremonia civil

El 4 de diciembre de 1999 se celebró en primer lugar una ceremonia civil en el Ayuntamiento de Bruselas. La ceremonia se desarrolló en francés, holandés y alemán.

### Ceremonia religiosa
Después de la ceremonia civil se dirigieron a la Catedral de San Miguel y Santa Gúdula donde se celebró la ceremonia religiosas.
Después de las ceremonias, los invitados y los novios se trasladaron al Palacio de Laeken donde se celebró un banquete. 

###### Vestimenta
Matilde llevaba un vestido diseñado por el belga Edouard Vermeulen, fundador de la firma Natan. Se trataba de un diseño recto, sencillo y con escote cuadrado al que le añadió un abrigo que contaba con diez botones al centro, mangas largas, escote en pico y cuello chimenea. En la cabeza llevaba el velo que había lucido su suegra, la reina Paola, el día de su boda, y la tiara de estilo art decó. El ramo, en forma de cascada, con abundancia de verde y toques de blanco, pesaba casi cuatro kilos.

## Invitados

### Familia real belga
- Rey Alberto II y reina Paola
  - Princesa Astrid y archiduque Lorenzo de Austria-Este
    - Príncipe Amadeo de Bélgica
    - Princesa María Laura de Bélgica
    - Príncipe Joaquín de Bélgica
    - Princesa Luisa María de Bélgica

  - Príncipe Lorenzo de Bélgica
- Reina viuda Fabiola
- Príncipe Alejandro y princesa Léa
- Princesa María Esmeralda y señor Salvador Moncada

### Familia Ruffo
- Príncipe Fabrizio y señora Luisa Ruffo de Calabria
  - Príncipe Fulco y princesa Melba Ruffo di Calabria
  - Príncipe Augusto Ruffo de Calabria
  - Princesa Irma Ruffo de Calabria
  - Príncipe Alejandro Ruffo de Calabria
- Señor Antonello y señora Rosa María Ruffo de Calabria
  - Lucio Ruffo de Calabria
  - Claudia Ruffo de Calabria
- Flavia Porcari Li Destri
- Marielli Ruffo de Calabria

### Familia d'Udekem d'Acoz
- Conde Patricio y Condesa Anna Maria d'Udekem d'Acoz
  - Condesa Elisabeth d'Udekem d'Acoz
  - Condesa Hélène d'Udekem d'Acoz
  - Conde Charles-Henri d'Udekem d'Acoz
- Conde Henri d'Udekem d'Acoz
- Conde Raoul y la condesa Francoise d'Udekem d'Acoz
- Condesa Gabrielle Komorowski
- Condesa Rose Komorowski y Jean-Michel Maus de Rolley
- Conde Michel y la condesa Dominique Komorowski
- Condesa Christine Komorowski y Alain de Brabant
- Condesa Marie Komorowski y Gérard Braun
- Príncipe Alejandro Sapieha
- Príncipe Stefan Sapieha

### Casas reales reinantes

###### Dinamarca
- Reina Margarita II y príncipe consorte Enrique

###### Japón
- Príncipe heredero Naruhito y princesa heredera Masako

###### Jordania
- Princesa Rahma bint el-Hassan de Jordania y Sayyid Ala'a Arif al-Batayneh
- Princesa Sumaya bint el-Hassan de Jordania

###### Liechtenstein
- Príncipe Juan Adán II y princesa María
- Príncipe Wenzeslao de Liechtenstein
- Príncipe Nicolás y princesa Margarita de Liechtenstein
  - Princesa María Astrid de Liechtenstein

###### Luxemburgo
- Gran duque Juan y gran duquesa Josefina Carlota
  - Gran duque heredero Enrique y gran duquesa heredera María Teresa
  - Príncipe Juan de Luxemburgo
  - Príncipe Guillermo de Luxemburgo

###### Mónaco
- Príncipe heredero Alberto

###### Marruecos
- Princesa Lalla Hasna de Marruecos

###### Nepal
- Príncipe heredero Dipendra

###### Países Bajos
- Reina Beatriz I
  - Príncipe heredero Guillermo Alejandro, príncipe de Orange
  - Príncipe Constantino de los Países Bajos

###### Noruega
- Rey Harald V y reina Sonia
  - Príncipe heredero Haakon
  - Princesa Marta Luisa

###### España
- Reina Sofía
  - Príncipe heredero Felipe, príncipe de Asturias

###### Suecia
- Rey Carlos XVI Gustavo y reina Silvia

###### Reino Unido
- Príncipe heredero Carlos, príncipe de Gales

### Casas reales no reinantes
- Archiduque Carlos Luis de Austria,
  - Archiduque Carl Christian y Archiduquesa María Astrid de Austria
- Archiduque Simeón y la archiduquesa María de Austria
- Archiduque Carlos Pedro y Archiduquesa Alejandra de Austria
- Archiduquesa viuda de Austria-Este,
  - Archiduque Gerhard de Austria-Este
  - Archiduque Martín de Austria-Este
- El Duque de Baviera
- Duque y duquesa de Baviera
  - Duquesa Elena de Baviera
- El Príncipe y Princesa de Turnovo
- El Duque de Vendôme
- El duque y la duquesa de Angoulême
- La  Princesa Napoléon
  - Príncipe Jérôme Napoléon
- Rey Constantino II y reina Ana María de los Helenos
- Princesa María Gabriela de Saboya
- El Duque de Braganza
- Rey Miguel I y reina Ana de Rumania
- Príncipe Dimitri de Yugoslavia

### Otros invitados destacados
Aleksander Kwaśniewski, presidente de la República de Polonia y señora Kwaśniewska
 Jorge Sampaio, presidente de la República Portuguesa y la señora María José Ritta

## Otros datos
Desde su matrimonio residen en el Castillo de Laeken.
Felipe y Matilde han tenido cuatro hijos:
- Princesa heredera Isabel, duquesa de Brabante (25 de octubre de 2001) [6]
- Príncipe Gabriel de Bélgica (20 de agosto de 2003) [7]
- Príncipe Manuel de Bélgica (4 de octubre de 2005) [8]
- Princesa Leonor de Bélgica (16 de abril de 2008) [9]

El 1 de julio de 2013 el rey Alberto II abdica y Felipe se convierte en el nuevo monarca belga, y Matilde en la reina consorte.